# Good Day (IUの曲)
「Good Day」（グッド・デイ）は、のIUの日本でのデビューシングル。2012年3月21日にEMIミュージックジャパンより発売された。

## 概要
今作は、韓国において5週連続1位を獲得し、2011年度年間総合チャートで1位となった「Good Day」の日本語版。初回盤A・B、通常盤の3種形態で販売。
韓国での初公開は、瑞山市、瑞一高校にて新型インフルエンザの為に修学旅行に行けなかった卒業生の為に伴奏なしで歌唱した。豪快ガールズ24回では、負けチームの代表に選ばれ、罰ゲームとしてウサギのぬいぐるみを着込んでの振り付けも披露する。

## 収録曲
CD
1. Good Day (Japanese Version）
日本語詞：Emi Minakata 　作曲：Min-Su Lee
好きな男の子への片想いをテーマとしている[2]。曲の特徴は後半の3段ブースター
2. Rain Drop (Japanese Version）
作詞：作曲 G.gorilla 日本語詞 小林夏海
3. Good Day (Original Karaoke) 【通常盤】のみ収録。
4. Rain Drop (Original Karaoke) 【通常盤】のみ収録。

DVD
- 【初回盤A】
- 「IU JAPAN PREMIUM"SPECIAL LIVE"」（2012年1月24日渋谷オーチャードホール）でのライブDVD

1. Lost Child
2. Rain Drop
3. Good Day (Japanese Version)
4. Last Fantasy

- 【初回盤B】

1. Good Day (Japanese ver.) Music Video
2. Good Day (Japanese ver.) Making of Music Video

## 仕様
- 【初回盤A】CD+DVD
- 【初回盤B】CD+DVD
- 【通常盤】CD